# Кубок Шпенглера 2013
Кубок Шпенглера 2013 — 87-й традиционный турнир Кубок Шпенглера. Проходил с 26 по 31 декабря 2013 года в швейцарском Давосе. Кроме хозяев хоккейного клуба «Давос» и сборной команды Канады участие в нём приняли: чешский ХК «Витковице», швейцарский «Женева-Серветт», российский ЦСКА  и американский «Рочестер Американс» (фарм-клуб «Баффало», АХЛ).  По регламенту соревнований победители групп вышли напрямую в полуфинал, а команды, занявшие 2-3 места, начали борьбу с 1/4 финала.

## Участники турнира

### Группа «Торриани»
- ЦСКА
- Рочестер Американс
- Женева-Серветт

### Группа «Каттини»
- Сборная Канады
- Витковице
- Давос

## Результаты

### Тур 01
Первый тур Кубка Шпенглера прошёл 26 декабря.
Группа А
 Женева-Серветт —  Рочестер Американс 5:0 (1:0,1:0,3:0)
Группа В
 Сборная Канады —  Витковице 5:4 (2:2,1:2,2:0).

### Тур 02
Второй тур Кубка Шпенглера прошёл 27 декабря.
Группа А
 ЦСКА —  Рочестер Американс 4:3 (1:1,1:1,2:1)
Группа В
 Давос —  Витковице 5:1 (2:0,2:0,1:1)

### Тур 03
Третий тур Кубка Шпенглера прошёл 28 декабря.
Группа А
 Женева-Серветт —  ЦСКА 4:3 ОТ (1:1,1:2,1:0,1:0)
Группа В
 Сборная Канады —  Давос 2:3 (0:0,0:2,2:1)

### Четвертьфинал
Четвертьфиналы прошли 29 декабря. Команды Женева-Серветт и Давос
сразу обеспечили себе попадание в полуфинал, а остальные команды были вынуждены играть в четвертьфинале.
 ЦСКА —  Витковице 3:2 ОТ(0:0,2:2,0:0,1:0)
 Сборная Канады —  Рочестер Американс 6:3 (3:0, 1:3, 2:0)

### Полуфинал
Полуфиналы прошли 30 декабря.
 Давос —  ЦСКА 4:5 Б (2:1, 1:3, 1:0,0:0,0:1)
 Женева-Серветт —  Сборная Канады 6:5 (2:0,2:2,2:3)

### Финал
В финале турнира 31 декабря играли московский ЦСКА и Женева-Серветт. Женева-Серветт одержал победу со счётом 5:3.
 ЦСКА —  Женева-Серветт 3:5 (0:2,1:2,2:1)
Голы: Сапрыкин, Фролов, Зайцев – Шимек, Холленштайн, Петрелль, Роми, Даугавиньш.
31 декабря 2013, 15:00, Давос, Вейлант Арена. Зрители: 6303.
Главным событием турнира стал выход на лёд генерального менеджера ЦСКА 44-летнего Сергея Фёдорова в игре с «Рочестером». В матче с «Серветтом» Федоров забил одну шайбу.